# Mexique aux Jeux olympiques d'hiver de 1928
Cet article contient des informations sur la participation et les résultats du Mexique aux Jeux olympiques d'hiver de 1928 à Saint-Moritz en Suisse. C'était la première participation du Mexique aux Jeux olympiques d'hiver. Il était représentée par 5 athlètes. La délégation mexicaine n'a pas remporté de médailles.